# خانه نجفی (مهدوی)
خانه نجفی (مهدوی) مربوط به دوره قاجار است و در شهرستان انار، زیرمحله ریگو، خیابان امام واقع شده و این اثر در تاریخ ۲۴ اسفند ۱۳۸۳ با شمارهٔ ثبت ۱۱۶۱۳ به‌عنوان یکی از آثار ملی ایران به ثبت رسیده است.